# Déborah Gyurcsek
Déborah Gyurcsek Olivera (7 dicembre 1978) è un'astista uruguaiana.
Ha rappresentato l'Uruguay in occasione dei Giochi olimpici di Sydney 2000. Ha vinto una medaglia di bronzo ai Giochi panamericani di Winnipeg 1999, quinta medaglia nella storia dei Giochi per l'Uruguay nell'atletica leggera. Gyurcsek, inoltre, detiene i record nazionali della disciplina.

## Palmarès
| Anno | Manifestazione                   | Sede           | Evento           | Risultato | Prestazione | Note |
| ---- | -------------------------------- | -------------- | ---------------- | --------- | ----------- | ---- |
| 1997 | Campionati sudamericani          | Mar del Plata  | Salto con l'asta | Oro       | 3,85 m      |      |
| 1997 | Campionati sudamericani juniores | San Carlos     | Salto con l'asta | Oro       | 3,60 m      |      |
| 1998 | Campionati ibero-americani       | Lisbona        | Salto con l'asta | Bronzo    | 3,55 m      |      |
| 1999 | Giochi panamericani              | Winnipeg       | Salto con l'asta | Bronzo    | 4,15 m      |      |
| 1999 | Campionati sudamericani          | Bogotà         | Salto con l'asta | Argento   | 3,75 m      |      |
| 2000 | Giochi olimpici                  | Sydney         | Salto con l'asta | 21ª (q)   | 4,15 m      |      |
| 2001 | Mondiali                         | Edmonton       | Salto con l'asta | nm (q)    | nm (q)      |      |
| 2002 | Campionati ibero-americani       | Guatemala City | Salto con l'asta | 5ª        | 3,70 m      |      |
| 2003 | Campionati sudamericani          | Barquisimeto   | Salto con l'asta | 4ª        | 3,90 m      |      |
| 2003 | Giochi panamericani              | Santo Domingo  | Salto con l'asta | 10ª       | 3,60 m      |      |
| 2004 | Campionati ibero-americani       | Huelva         | Salto con l'asta | 7ª        | 4,00 m      |      |
| 2006 | Campionati sudamericani          | Tunja          | Salto con l'asta | Finale    | nm          |      |
| 2007 | Giochi panamericani              | Rio de Janeiro | Salto con l'asta | 7ª        | 3,75 m      |      |
| 2010 | Campionati ibero-americani       | San Fernando   | Salto con l'asta | 8ª        | 3,60 m      |      |
| 2011 | Giochi panamericani              | Guadalajara    | Salto con l'asta | 11ª       | 3,70 m      |      |